# غريس كيم
غريس كيم (بالإنجليزية: Grace Kim)‏ هي لاعب كرة مضرب أمريكية وكورية جنوبية، ولدت في 16 أبريل 1968 في كوريا الجنوبية.

## وصلات خارجية
- غريس كيم على موقع رابطة محترفات التنس (الإنجليزية)
- غريس كيم على موقع الاتحاد الدولي لكرة المضرب (الإنجليزية)
- غريس كيم على موقع خلاصة التنس.كوم (الإنجليزية)